# Lola Müthel

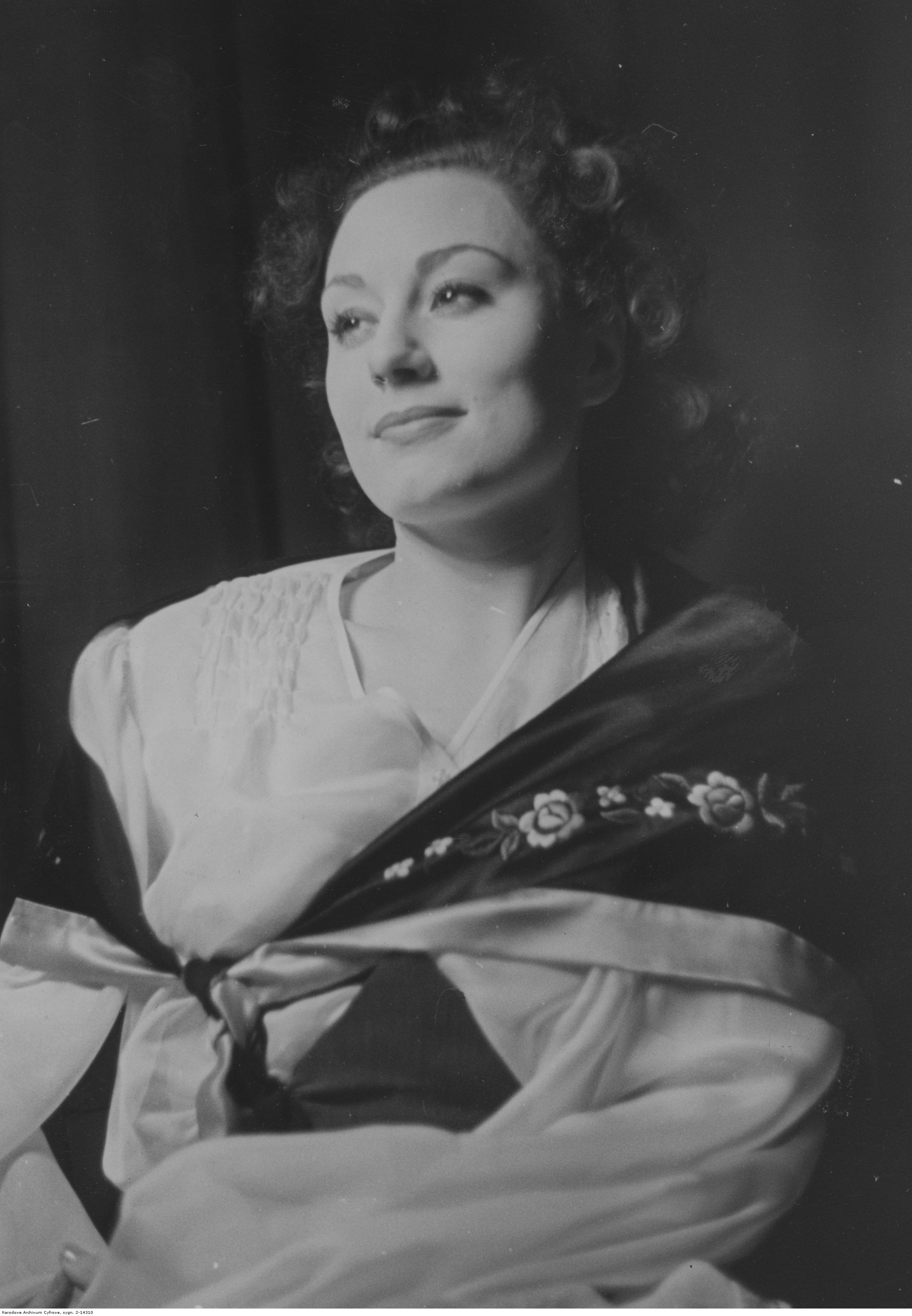
Lola Müthel (1940)

Lola Müthel (bürgerlicher Geburtsname: Lütcke, später Helgar, dann Caninenberg; * 9. März 1919 in Darmstadt; † 11. Dezember 2011 in Gräfelfing) war eine deutsche Schauspielerin und Hörspielsprecherin.

## Leben
Lola Müthel war die Tochter der Operettensängerin Marga Reuter (1898–1991) und des Regisseurs Lothar Müthel. So war der Weg zum Theater nicht weit. Ihre Ausbildung erhielt sie an der Staatlichen Schauspielbühne Berlin. Entdeckt wurde Lola Müthel Ende der 1930er-Jahre von Gustaf Gründgens. Mit 17 stand sie als seine Partnerin das erste Mal auf der Bühne des Deutschen Theaters in Berlin. Neben Gründgens als Regisseur arbeitete vor allem der Regisseur Jürgen Fehling mit ihr. Sie stand 1944 in der Gottbegnadeten-Liste des Reichsministeriums für Volksaufklärung und Propaganda.
Müthel heiratete 1943 den Schauspieler Eric Helgar; der Ehe entstammte Tochter Angela Müthel (* 1945), die später ebenfalls Schauspielerin wurde. Nach dem Zweiten Weltkrieg spielte Müthel zunächst wieder am Deutschen Theater im Ostteil der Stadt, ging dann nach Frankfurt am Main und war auch im Zürcher Schauspielhaus zu sehen. Jedoch wurde das Frankfurter Theater ihre künstlerische Heimat. Dort lernte sie ihren zweiten Ehemann, den Schauspieler Hans Caninenberg kennen, den sie 1958 heiratete; der Ehe entstammte ein Sohn. Da ihr Mann sehr viel für das noch junge Fernsehen arbeitete, ging die Familie in den 1960er-Jahren nach München; nach 1966 war Gräfelfing ihr Wohnort. Nach einigen Jahren als Tourneeschauspielerin holte sie Kurt Meisel Anfang der 1970er-Jahre ans Münchner Residenztheater. Hier blieb sie fest engagiert bis 1984. Seitdem arbeitete sie freiberuflich.
Lola Müthel war im Laufe ihrer Karriere in allen großen Klassikerrollen zu sehen, die das Theater zu bieten hat, was sie allerdings nicht daran hinderte, auch im Boulevardtheater oder in Musicals aufzutreten. Mit Johannes Heesters spielte sie bereits in den 1950er-Jahren in einer der ersten Musicalproduktionen in Deutschland: Kiss Me, Kate. Auch in vielen Film- und Fernsehproduktionen wirkte sie mit, unter anderem an der Seite von Heinz Rühmann in Der Jugendrichter.
Sie war auch intensiv als Hörspielsprecherin tätig. So wirkte sie beispielsweise auch in zwei der berühmten Paul Temple-Hörspielen mit, nämlich 1962 in Paul Temple und der Fall Margo (Regie: Eduard Hermann) und 1966 in Paul Temple und der Fall Genf (Regie: Otto Düben).
Ihr schriftlicher Nachlass befindet sich im Archiv der Akademie der Künste in Berlin.

## Filmografie
- 1938: Spiel im Sommerwind
- 1939: Der Polizeifunk meldet
- 1940: Achtung! Feind hört mit!
- 1940/42: Der große König
- 1943: Ein Mann mit Grundsätzen?
- 1944/54: Ein toller Tag
- 1950: Frühlingsromanze
- 1955: Eine Frau genügt nicht?
- 1955: Hotel Adlon
- 1955: Rosen im Herbst
- 1959: Peterchens Mondfahrt (Fernsehfilm)
- 1960: Der Jugendrichter
- 1962: Heute kündigt mir mein Mann
- 1963: Antonius und Cleopatra (Fernsehfilm)
- 1965: Der Gärtner von Toulouse (Fernsehfilm)
- 1965: Der Nebbich (Fernsehfilm)
- 1965: Oberst Wennerström (Fernseh-Zweiteiler)
- 1967: Der Alte (Fernsehfilm)
- 1968: Vom Teufel geholt (Fernsehfilm)
- 1976: Tote Vögel singen nicht (Fernsehserie Derrick)
- 1978: Der schöne Alex (Fernsehserie Der Alte)
- 1980: Aus dem Leben der Marionetten
- 1981: Der lebende Leichnam (Fernsehfilm)
- 1982: Sein Doppelgänger (Fernsehfilm)
- 1984: Zwei Särge aus Florida (Fernsehserie Der Alte)
- 1986: Abschiedsvorstellung (Fernsehfilm)
- 1986: Tod auf Eis (Fernsehserie Tatort)
- 1988: Tödliche Versöhnung (Fernsehserie Ein Fall für zwei)
- 1989: Wie du mir… (Fernsehfilm)
- 1991: Wildfeuer
- 1991: Der Fall Schimanski (Fernsehserie Tatort)
- 1992: Die Rachegöttin (Fernsehfilm)
- 1993: Der rote Vogel (Fernsehserie)
- 1994: Der Absturz (Fernsehserie Der Alte)
- 1995: Das Ende eines Sommers (Fernsehserie Rosamunde Pilcher)
- 1995: Das zweite Geständnis (Fernsehserie Der Alte)
- 1995–2001: Dr. Stefan Frank – Der Arzt, dem die Frauen vertrauen (Fernsehserie)
- 1996: Babuschka (Fernsehfilm)
- 1997: Herzensangelegenheit (Fernsehfilm)
- 1998: Krambambuli
- 1999: Heimlichkeiten (Fernsehserie Unser Charly)
- 1999: Überraschungen (Fernsehserie Unser Charly)
- 1999: Die Königin – Marianne Hoppe (Dokumentarfilm)
- 2005: Angst (Fernsehserie Der Alte)

## Hörspiele (Auswahl)
- 1947: Erich Kästner: Ringelspiel 1947 – Regie: Hanns Korngiebel (RIAS Berlin)
- 1950: Wolfgang Lohmeyer: Arzt wider das Gesetz (Marianne Simplon) – Regie: Paul Land (Hörspiel – SDR)
- 1953: Celias Abenteuer – Hörspielserie von Edward J. Mason – Regie: Heinz-Otto Müller (hr)
- 1960: Fjodor Dostojewski: Der ewige Gatte – Regie: Theodor Steiner (HR)
- 1966: Nathalie Sarraute: Die Lüge – Regie: Heinz von Cramer (Hörspiel – SDR/BR/RB)
- 1968: Fritz Meingast: Schuld und Sühne in den Karpaten – Regie: Rolf von Goth (Hörspiel – SFB)
- 1969: Georges Perec: Wucherungen – Regie: Wolfgang Schenck (Hörspiel – SR/WDR)
- 1980: Alexandre Dumas der Jüngere: Halbwelt – Regie: Ferry Bauer (Hörspielbearbeitung – ORF Oberösterreich)